# Майдан-Боровський
Майдан-Боровський (пол. Majdan Borowski) — село в Польщі, у гміні Ходель Опольського повіту Люблінського воєводства.
Населення — 70 осіб (2011).

## Демографія
Демографічна структура станом на 31 березня 2011 року:
|          | Загалом | Допрацездатний вік | Працездатний вік | Постпрацездатний вік |
| -------- | ------- | ------------------ | ---------------- | -------------------- |
| Чоловіки | 38      | 5                  | 24               | 9                    |
| Жінки    | 32      | 5                  | 17               | 10                   |
| Разом    | 70      | 10                 | 41               | 19                   |